# 総武流山電鉄1200形電車
- 西武501系電車 > 総武流山電鉄1200形電車
- 西武551系電車 > 総武流山電鉄1200形電車
- 流鉄流山線 > 総武流山電鉄1200形電車

総武流山電鉄1200形電車（そうぶながれやまでんてつ1200がたでんしゃ）は、総武流山電鉄（現、流鉄）が1979年に西武鉄道から譲受して運用を開始した通勤形電車。

## 概要
総武流山線の在来車の老朽化と乗客増加に対処するために、1979年から1987年にかけて501系・551系を譲受したもので、501系由来の3両編成4本と551系由来の2両編成2本が在籍した。流鉄初の20 m車でもある。
501系については4両編成から中間の付随車サハ1501形1両を抜いた3両編成としている。551系は西武時代当初は4両編成であったが、後に601系由来のクハ1651形との2両編成になったものもあり、総武流山ではこの2両編成を譲受している。
1200形3両編成の導入時、一般公募により「流星」「流馬」「銀河」「若葉」の編成愛称が編成毎に異なる塗色とともに制定され、この取り組みは以降に総武流山→流鉄が導入した全車両で現在でも実施されている。以下、本項では編成を表す場合は編成愛称を用いる。

### 3両編成

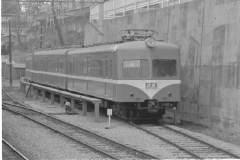
1200形「流星」

1979年に2本（「流星」・「流馬」）、1980年に1本（「銀河」）、1981年に1本（「若葉」）が導入された。車両形式は編成両端の制御電動車クモハ501形がクモハ1200形、中間の付随車サハ1501形がサハ60形となった。どちらの形式も車番の下一桁4は欠番となっている。
譲受に際し、列車種別選定装置・ATS・列車無線装置の撤去、及び尾灯の前面下部中央寄りへの移設と埋め込み式灯具への変更が行われた。総武流山電鉄では初となる、種車に由来する電照式方向幕を装備している。種車の西武時代の経歴から来る理由により、クモハ1200形は全車全鋼製車体であるのに対し、サハ60形は61・63が全鋼製車体、62・65が半鋼製車体という相違がある。
台車・電装品は種車由来のものを使用しており、クモハ1200形はTR25B (1201, 1208, 1209)・TR25C (1202, 1203, 1205 - 1207)、サハ60形はTR11Aで、クモハの台車は西武時代に枕ばねが空気ばねに改造されている。
クモハ1200形
- クモハ1201・1202 - 元モハ→クモハ515・516（2代）。1959年西武所沢車両工場製[5]。
パンタグラフはクモハ1201がPS-16、クモハ1202がPS-13を装備していた。入線時はヘッドライトが1灯式であったが、後に2灯式のシールドビームに換装されている。
- クモハ1203・1205 - 元モハ→クモハ509・510（2代）。1958年西武所沢車両工場製[5]。
1203以降のパンタグラフはPS-16を装備するようになった。
- クモハ1206・1207 - 元モハ→クモハ523・524。1957年西武所沢車両工場製[3]。
- クモハ1208・1209 - 元モハ→クモハ511・512（2代）。1959年西武所沢車両工場製[5]。

サハ60形
- サハ61 - 元サハ1527[1]。1956年西武所沢工場製[5]。
- サハ62 - 元サハ1509。1955年西武所沢車両工場製[5]。
- サハ63 - 元サハ1524。1957年西武所沢車両工場製[5]。
- サハ65 - 元サハ1511。1956年西武所沢車両工場製[3]。

|                            | ← 馬橋流山 →       | ← 馬橋流山 →    | ← 馬橋流山 →       | 編成愛称     | 塗色         | 入籍日        | 除籍日        |
| 形式                       | クモハ1200 (Mc)    | サハ60 (T)      | クモハ1200 (Mc)    | 編成愛称     | 塗色         | 入籍日        | 除籍日        |
| 車両番号 （ ）内は西武時代 | 1201 （クモハ515） | 61 （サハ1527） | 1202 （クモハ516） | 流星（初代） | 橙色地・白帯 | 1979年1月31日 | 1999年2月11日 |
| 車両番号 （ ）内は西武時代 | 1203 （クモハ509） | 62 （サハ1509） | 1205 （クモハ510） | 流馬（初代） | 水色地・白帯 | 1979年9月1日  | 1997年9月9日  |
| 車両番号 （ ）内は西武時代 | 1206 （クモハ523） | 63 （サハ1524） | 1207 （クモハ524） | 銀河         | 銀色地・橙帯 | 1980年4月26日 | 1995年11月9日 |
| 車両番号 （ ）内は西武時代 | 1208 （クモハ511） | 65 （サハ1511） | 1209 （クモハ512） | 若葉（初代） | 黄緑地・白帯 | 1981年6月8日  | 1999年6月26日 |

### 2両編成
1984年に1本（「なの花」）、1987年に1本（「あかぎ」）が導入された。種車の系列の相違にもかかわらず「なの花」の制御電動車は3両編成と同じクモハ1200形の続番である。一方、制御車については新規形式のクハ80形となっている。「あかぎ」についてはいずれも新規形式となり、制御電動車はクモハ1300形・制御車はクハ70形で、1300形と呼ばれる。1300形は編成の制御電動車・制御車の方向が1984年分と逆になっており、また台車も異なる。
「なの花」は1992年1月から1994年6月までは小松製作所のCM塗装になり、愛称も「コマツ」となっていた。
1200形
- クモハ1210 - 元クモハ561。1962年西武所沢車両工場製。
流山入線時に台車を日立製作所KBD107（京王デハ1900形廃車発生品）に換装後、TR25に再換装している[5]。
- クハ81 - 元クハ1602→クハ1658。1963年西武所沢車両工場製。
流山入線時に台車をKBD107に換装後、TR11Aに再換装[5]。

1300形
- クモハ1301 - 元クモハ558。1962年西武所沢車両工場製。
台車は西武在籍当時同様住友金属工業FS40を装備する[7]。
- クハ71 - 元クハ1603→クハ1659。1963年西武所沢車両工場製。
台車はクモハ1301と同じく、西武在籍当時同様FS40を装備する[7]。

|                            | ← 馬橋流山 →       | ← 馬橋流山 →       | 編成愛称       | 塗色                           | 入籍日         | 除籍日        |
| 形式                       | クモハ1200 (Mc)    | クハ80 (Tc)        | 編成愛称       | 塗色                           | 入籍日         | 除籍日        |
| 車両番号 （ ）内は西武時代 | 1210 （クモハ561） | 81 （クハ1658）    | なの花（初代） | 黄色地・緑帯                   | 1984年11月14日 | 1997年2月3日  |
| 形式                       | クハ70 (Tc)        | クモハ1300 (Mc)    |                |                                |                |               |
| 車両番号 （ ）内は西武時代 | 71 （クハ1659）    | 1301 （クモハ558） | あかぎ（初代） | 臙脂色地・S字型白帯・Z字型白帯 | 1987年12月24日 | 2001年5月21日 |

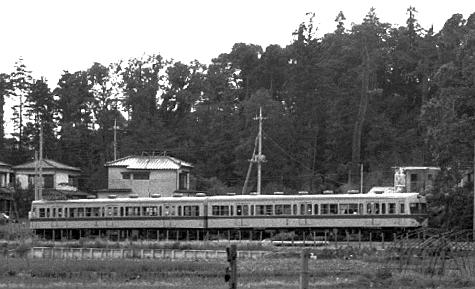
1200形「なの花」。
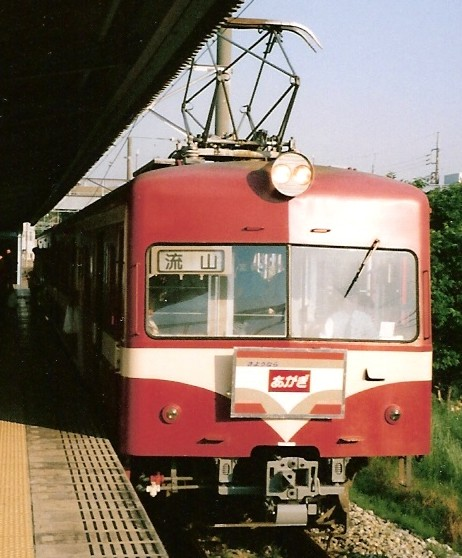
さよなら運転ヘッドマークを付けた1300形「あかぎ」。

## その後の経緯
2000形の導入により、1995年に「銀河」、1997年に「なの花」「流馬」が、3000形の導入により1999年に「流星」「若葉」が廃車となった。「あかぎ」も2001年に廃車となっており、廃車後は全て解体されたため現存するものはない。「あかぎ」廃車により、総武流山電鉄の電車は全て冷房車になった。